# Oţelu Roşu
Oțelu Roșu (udtale: oˌt͡selu ˈroʃu, lit. (det) "Røde Stål"; tidligere Ferdinand; ungarsk: Nándorhegy}; tysk: Ferdinandsberg) er en by i den nordøstlige del af distriktet Caraș-Severin, Rumænien, i Bistra-dalen. Byen har 8.497 (2021) indbyggere. Den ligger ved nationalvej 68, mellem Caransebeş (21 km væk) og Haţeg. Byen administrerer to landsbyer, Cireșa (Bisztracseres) og Mal (Mál). Den er beliggende i den historiske region Banatet.

## Geografi
Oțelu Roșu ligger i en højde af ca. 300 moh. i Bistra-flodens dal, som ligger mellem Poiana Ruscă-bjergene mod nord og Țarcu-bjergene mod syd. Syd for Oțelu Roșu ligger et stort forbjerg af Țarcu-bjergene, der lokalt kaldes Gai. Mod nord har byen direkte kontakt med Poiana Ruscă-bjergkædenes udløb. De dominerende højdedrag er Ferdinand-bjerget (med udsigt over støberiet) og Chiciura-bjerget.
Oțelu Roșu er på grund af sin højde og beliggenhed udsat for vesteuropæiske klimatiske påvirkninger. Højden og de omkringliggende skove og bjerge sikrer et mildt klima. Om vinteren kan sneen ligge i op til to eller tre måneder, men temperaturen falder ikke for lavt. I forårsmånederne, især i maj, er der mulighed for oversvømmelser som følge af snesmeltning i de høje områder i Țarcu-bjergene og rigelige regnskyl. Den seneste oversvømmelse fandt sted i 2000, hvor flere broer over Bistra-floden blev ødelagt.